# Flughafen Qaarsut

i7
i11
i13
Der Flughafen Qaarsut (IATA-Code: JQA, ICAO-Code: BGUQ) ist ein Flughafen in Qaarsut im nordwestlichen Grönland.

## Lage
Der Flughafen soll eigentlich Uummannaq bedienen, aber weil auf der kleinen Insel kein Platz ist, liegt der Flughafen auf dem Festland 22 km weiter westlich. Der Flughafen liegt etwa 2,2 km westlich des Dorfzentrums von Qaarsut und ist über einen 4,0 km langen Pfad mit dem Dorf verbunden. Er liegt auf einer Höhe von 289 Fuß.

## Geschichte

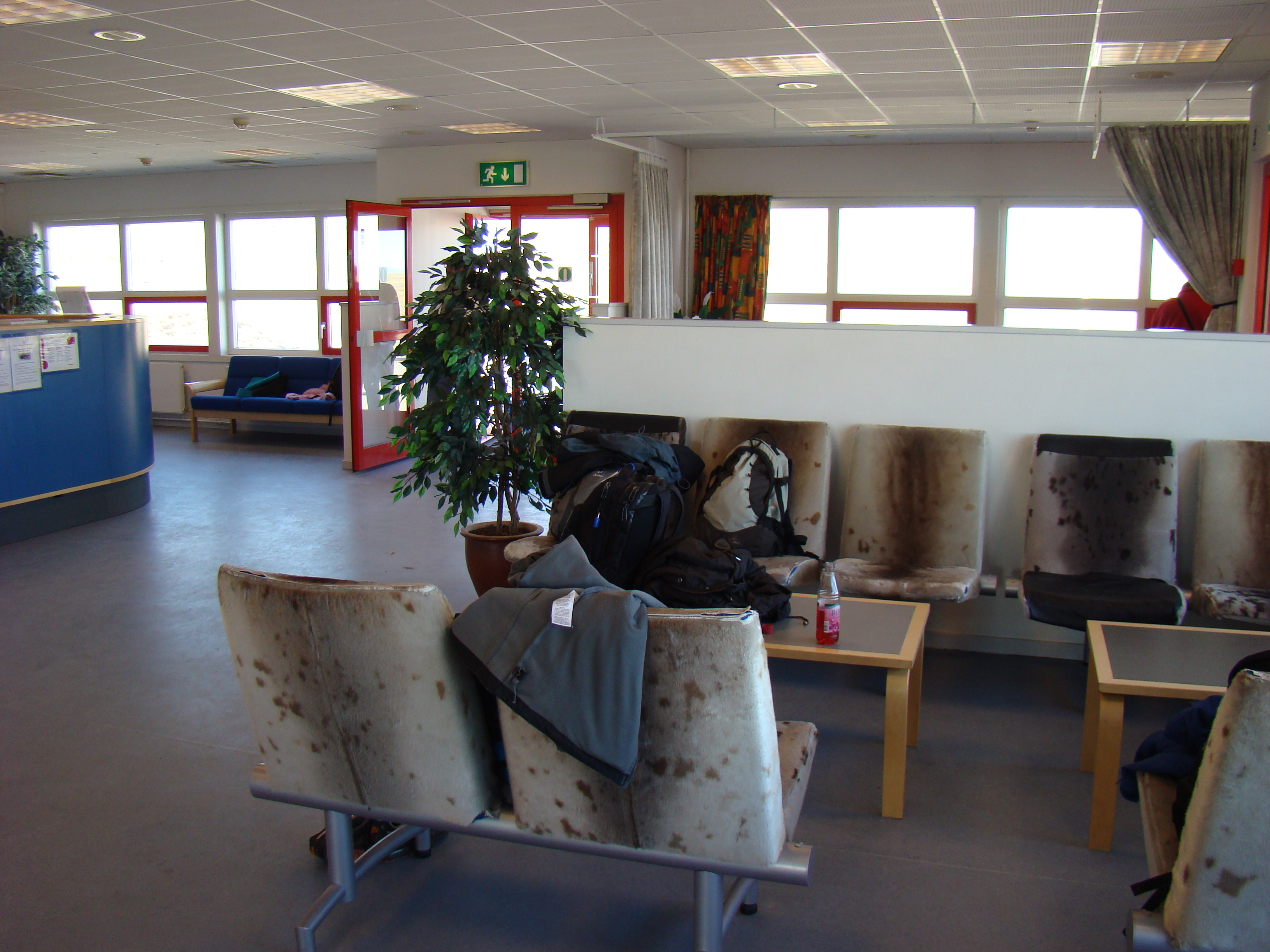
Im Terminal (2011)

Der Bau des Flughafens begann im September 1995. Mit dem Abschluss der Arbeiten wurde für Oktober 1998 gerechnet. Die Bauarbeiten verzögerten sich jedoch, weil die Landebahn nicht rechtzeitig vor dem Frost planiert werden konnte. Die offizielle Eröffnung erfolgte am 25. September 1999. Der dem Flughafen zugehörige Hubschrauberlandeplatz wurde im September 2022 mit Kunstrasen versehen, um Steinschlagschäden an Hubschraubern zu verhindern. Nach einer zweijährigen Testphase soll das Konzept im Erfolgsfall auf andere Ländeplätze ausgeweitet werden.

## Ausstattung
Der Flughafen verfügt über eine mit Schotter bedeckte Landebahn (15/33) mit einer Länge von 900 m und einer Breite von 30 m. Es gibt keine Flächenenteisungsanlagen. GPS-gestützte Nicht-Präzisionsanflüge und NDB-Anflüge sind verfügbar, Sichtflug ist aber ebenfalls gestattet.

## Fluggesellschaften und Ziele
Air Greenland bietet Flüge zum Flughafen Ilulissat an. Von Qaarsut aus wird der Heliport Uummannaq angeflogen, von wo aus die übrigen Dörfer des Distrikts bedient werden.